# Friedrich Zipfel
Friedrich Zipfel (Frohburg, 21 maggio 1920 – Berlino, 25 febbraio 1978) è stato uno storico e scrittore tedesco, specializzato in storia del nazismo.

## Biografia

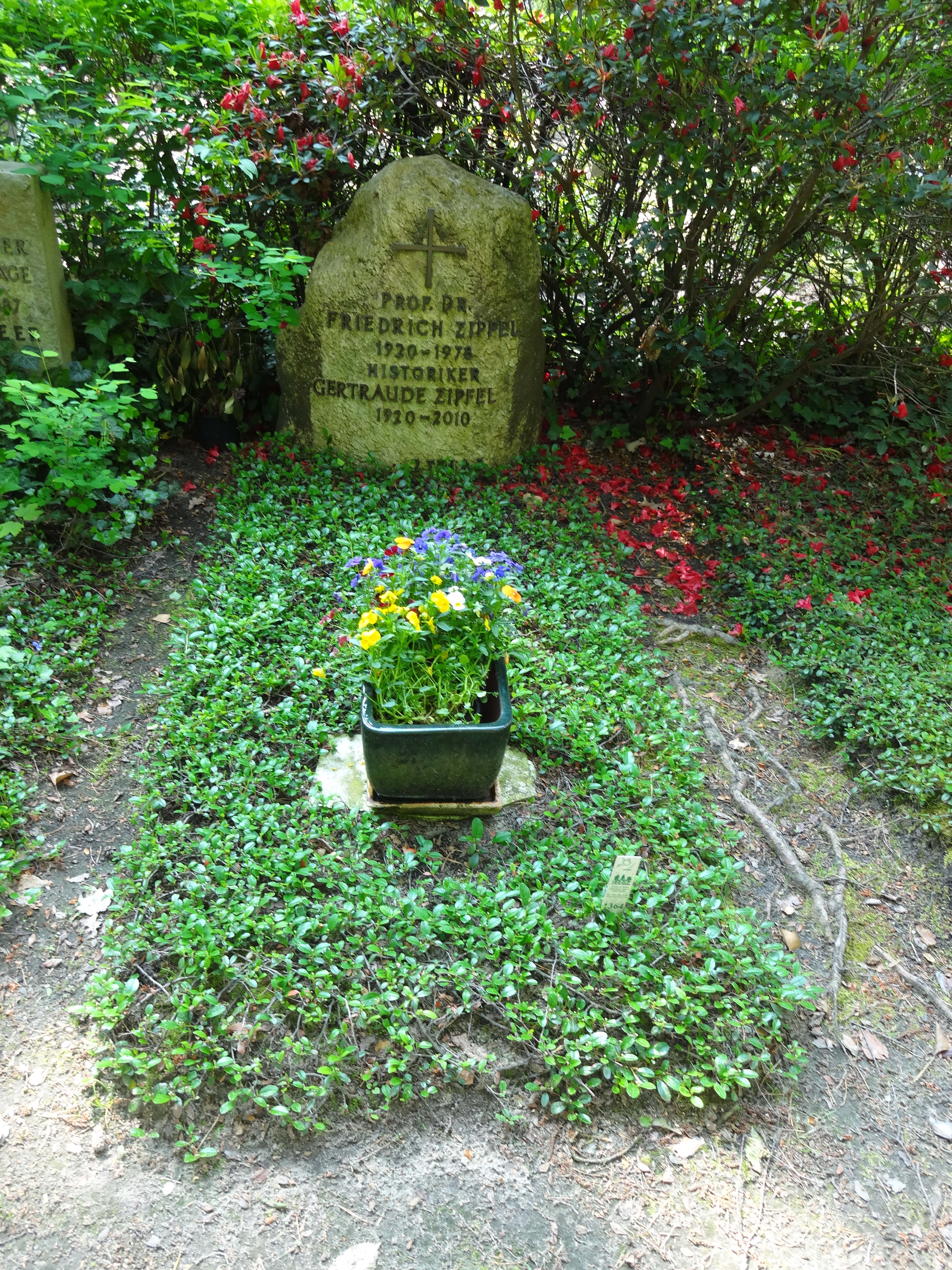
La tomba di Friedrich Zipfel

Zipfel, figlio di un pastore protestante, trascorse gran parte della sua giovinezza a Schwarzenberg, nel circondario dei Monti Metalliferi, dove frequentò la scuola elementare e il Reformrealgymnasium, diplomandosi nel 1938. Durante la seconda guerra mondiale fu arruolato dapprima nel Reichsarbeitsdienst, poi combatté come soldato nella campagna di Polonia, in Francia, Unione Sovietica e Nordafrica, dove fu gravemente ferito e catturato; fu liberato solo alla fine del conflitto.
Tornato in patria, Zipfel, a partire dal semestre invernale 1946/1947, studiò storia e geografia presso l'Università di Gottinga e, dal semestre estivo 1949, all'Università libera di Berlino. Nel 1952 conseguì il dottorato con una tesi sulla "critica della sfera pubblica tedesca alla figura e al regno di Guglielmo II". Dall'anno successivo fu assistente dello scienziato Carl Hinrichs presso l'Istituto Friedrich Meinecke dell'Università libera di Berlino, mentre dal 1956 al 1959 fu a capo di un gruppo di ricerca sulla resistenza di Berlino durante la seconda guerra mondiale. Negli anni sessanta, Zipfel, che nel frattempo era entrato a far parte dell'Historischen Kommission der Stadt Berlin, progettò la sua prima mostra permanente presso il Gedenkstätte Deutscher Widerstand, il museo e memoriale dedicato alla resistenza berlinese.
Nel 1971 iniziò ad insegnare storia moderna presso l'Istituto Meinecke dell'Università libera di Berlino. Morì nel 1978 e fu sepolto nel Friedhof Heerstraße, nel distretto berlinese di Charlottenburg-Wilmersdorf.

## Opere
- Kritik der deutschen Öffentlichkeit an der Person und an der Monarchie Wilhelms II. bis zum Ausbruch des Weltkrieges, 1954.
- Vernichtung und Austreibung der Deutschen aus den Gebieten Östlich der Oder-Neiße Linie, 1955.
- Gestapo und Sicherheitsdienst, 1960.
- Gestapo und SD in Berlin, in: Jahrbuch für die Geschichte Mittel- und Ostdeutschlands, Bd. 9/10, 1961, pag. 263–292.
- Krieg und Zusammenbruch, 1962.
- Gedenkstätte Plötzensee, 1964.
- Widerstand in zeitgeschichtlicher Forschung und Darstellung, 1965.
- Kirchenkampf in Deutschland, 1933–1945. Religionsverfolgung und Selbstbehauptung der Kirchen in der nationalsozialistischen Zeit, 1965.
- Macht ohne Moral. Eine Dokumentation über Heinrich Himmler und die SS, 1973.